# Євсеєнко Станіслав Леонідович
Станіслав Леонідович Євсеєнко (нар. 19 лютого 1945, Нова Прага, Кіровоградська область) — український футболіст. Майстер спорту СРСР.
Закінчив Київський інститут фізкультури. Грав за ФК «Зірка» (Кіровоград), у вищій лізі за команди «Шахтар» (Донецьк) і «Дніпро» (Дніпропетровськ).
У 1979—1980 очолював підгаєцьку команду «Нива». Нині проживає у Києві.